# Ua Huka
Ua Huka, andere Namen: Roahonga, Huahuna, alte Namen: Washington Island (Ingraham), Île du Solide (Marchand), Riou’s Island (Hergest), ist eine dünn besiedelte Insel im Pazifischen Ozean, die geographisch zur Nordgruppe der Marquesas und politisch zu Französisch-Polynesien gehört.

## Geographie
Ua Huka ist eine der kleineren Inseln der Marquesas und liegt 42 km östlich von Nuku Hiva, 98 km nordwestlich von Hiva Oa und 56 km nordöstlich von Ua Pou. Die Insel ist 14 km lang und bis zu 10 km breit und hat die Form eines Halbmondes, der sich nach Süden öffnet. Sie wird von Ost nach West von einer Bergkette durchzogen, die eine Wasserscheide bildet. Nach Norden gehen kürzere, nach Süden längere, tief eingeschnittene Schluchten ab. An einigen Taleinschnitten haben sich kleine Strände gebildet. An der Südküste münden drei große, besiedelte Täler, die sich zum Meer hin aufweiten.
Im Gegensatz zu den üppig bewachsenen, größeren Inseln der Marquesas vermittelt Ua Huka eher einen kahlen und abweisenden Eindruck, die Vegetation ist nur spärlich. Die schroffen Gipfel sind nicht ganz so hoch wie die der übrigen Inseln des Archipels, im Westen etwa 600 m und im Osten bis zu 800 m. Die höchste Erhebung ist der Berg Hitikau mit 857 Metern. Die insgesamt geringere Höhe führt dazu, dass weniger Wolken abregnen. Ua Huka hat ein deutlich trockeneres Klima als die Nachbarinseln. Ein großer Teil der Insel besteht aus ausgedehnten, ariden Hochebenen und tiefen, fruchtbaren Tälern, in denen auch die Siedlungen liegen.
Die stark zerklüftete Küste wird nicht von einem Korallenriff geschützt, sodass eine starke Brandung die Ufer unmittelbar erreicht. Der Hauptinsel sind einige felsige, kleine Inselchen (Motus) vorgelagert. Besonders spektakulär ist Motu Hane ♁, ein 163 Meter hoher, wie ein Zuckerhut geformter Felskegel, der der Bucht von Hane an der Südküste vorgelagert ist. Die Insel ist 410 Meter lang in nord-südlicher Richtung und bis zu 210 Meter breit und liegt 250 Meter südlich der Landspitze bei Tekaepa, die die Täler von Hane und Hokatu trennt.

### Geologie
Ua Huka ist, wie auch die anderen Inseln der Marquesas, vulkanischen Ursprunges. Sie ist das nördliche Fragment einer vor langer Zeit zusammengebrochenen Caldera eines aus der Tiefe des Meeres emporgewachsenen Vulkanes. Auf deren Boden hat sich erneut ein geologisch jüngerer Vulkan gebildet, dessen Caldera ebenfalls fast vollständig kollabierte. Zu deren Überrest gehört auch der 857 m hohe Mont Hitikau im Westen. Die ältesten bisher untersuchten Gesteine von Ua Huka wurden auf 2,9 bis 2,8 Millionen Jahre datiert. Jüngere basaltische Gesteine aus vulkanischen Aktivitäten in der Südwestregion der Insel sind 1,6 bis 1,4 Millionen Jahre alt.

### Flora
Für die Ärmlichkeit der Vegetation sind wesentlich die vom Menschen eingeführten, mittlerweile ausgewilderten Haustiere verantwortlich. Ziegen, Schweine und Pferde haben die Vegetation weitgehend vernichtet. Ua Huka nennt sich stolz „Insel der Pferde“, dabei wird verdrängt, welch gravierende Schäden sie angerichtet haben.
In den Tälern gibt es geringe Reste des ursprünglichen Regenwaldes, der aus Hibiscus tiliaceus, Piper latifolium und Metrosideros- (Eisenholz-) und Weinmannia-Bäumen besteht. In feuchten und schattigen Bereichen der engen Schluchten gedeihen üppige Moos- und Farnbestände. Im Westen der Insel geht der Regenwald in trockeneren Wald über, der sich hauptsächlich aus Hibiskus, Pandanus, Guave und Glochidion zusammensetzt. In den unteren Bereichen der großen Täler wurden Kokospalmen und Brotfruchtbäume angepflanzt. Im unteren Bereich der Bucht von Hane gibt es noch einen Restbestand von Pisonia grandis.
Die kurzen Täler an der Nordküste sind nahezu ohne Bewuchs, die oberen Lagen der Berge sogar wüstenhaft arid.

### Fauna
Bedingt durch die spärliche Vegetation gibt es auf Ua Huka nur wenige Arten indigener Landtiere, hauptsächlich Insekten, Eidechsen, Landvögel und Spinnen. Die Insel hat ihren Namen einer auf den Marquesas endemischen Gattung von Spinnen gegeben, die zur Familie der Baldachinspinnen (Linyphiidae) gehört (siehe → Uahuka).
Auf Ua Huka gibt es sechs endemische und mittlerweile stark bedrohte Landvogelarten:
- Iphis-Fliegenschnäpper (Pomarea iphis)
- Marquesas-Rohrsänger (Acrocephalus mendanae)
- Marquesas-Salangane (Callocalia ocista)
- Marquesas-Fruchttaube (Ducula galeata)
- Ultramarinlori (Vini ultramarina)
- Weißkappen-Fruchttaube (Ptilinopus dupetithouarsii)

An Großtieren kommen ausschließlich vom Menschen eingeführte Arten vor: ausgewilderte Pferde, Ziegen und Schweine.
Ua Huka hat mehrere kleine Nebeninseln auf denen sich große Seevogelkolonien angesiedelt haben. Insbesondere die im Südwesten gelegenen, der Bucht von Haavei vorgelagerten Felsinseln Hemeni und Teuaua sind bedeutende Brutgebiete für Seeschwalben und stehen mittlerweile unter Naturschutz.

## Geschichte
Ua Huka wurde vor etwa 1700 Jahren von Polynesiern kolonisiert. Die ersten Kolonisten lebten in strandnahen Siedlungen. Bei Hane hat 1998 ein französisches Archäologenteam von einer Düne begrabene Siedlungsreste erforscht. Es ist die bisher älteste Siedlung der Marquesas, sie wird auf 350 n. Chr. datiert. Die Forscher fanden siebzehn menschliche Skelette, Angelhaken, eine Harpunenspitze, Netzgewichte und Schaber. Aus den Abfällen der Siedlung ist zu erkennen, dass sich die Ureinwohner hauptsächlich von Fischen, Vögeln (es wurden Skelette von einem Dutzend ausgestorbener Vogelarten gefunden) und Muscheln ernährt haben.
Wie auf den übrigen Inseln der Marquesas auch, besiedelten die Menschen mit zunehmender Bevölkerungsdichte die oberen Bereiche der Täler und es entwickelte sich, durch die abgeschlossene Lage begünstigt, eine streng stratifizierte Stammesgesellschaft. An den Kultstätten in den Tälern ist zu erkennen, dass es mindestens fünf unabhängige Stämme, möglicherweise auch mehr, gegeben haben muss.
Karl von den Steinen ordnet die Stämme den Tälern wie folgt zu:
| Stamm     | Tal         |
| --------- | ----------- |
| Noho-Kea  | Hanei ♁     |
| Titit-tea | Hane ♁      |
| Maku-oho  | Hokatu ♁    |
| Ati-kao   | Vainaonao ♁ |
| Naiki     | Vaipaee ♁   |

Heute noch sichtbare archäologische Überreste von Kult- und Wohnplattformen gibt es in den Tälern von Vaipaee, Hanei, Hokatu, Hinaehi ♁ und Hane.
Der amerikanische Handelskapitän Joseph Ingraham, der mit der Brigantine Hope von Boston um Kap Hoorn nach China segelte, entdeckte Ua Huka am 19. April 1791. Er nannte die Insel „Washington Island“ nach dem amerikanischen Präsidenten George Washington.
Ein weiterer früher Besucher des 18. Jahrhunderts war der Franzose Étienne Marchand. Er segelte am 14. Dezember 1790 mit dem neu gebauten Handelsschiff Solide von Marseille ab, rundete Kap Hoorn und kam auf den Marquesas im Juni 1791 an. Er nannte Ua Huka nach seinem Schiff „Île du Solide“.
Leutnant Richard Hergest, Kommandant der Daedalus, des Versorgungsschiffes der Vancouver-Expedition, erreichte Ua Huka am 30. März 1792 und nannte die Insel „Riou’s Island“.
Am 2. Juni 1842 nahm der französischen Konteradmiral Abel Aubert Dupetit-Thouars die Nordgruppe der Marquesas für Frankreich in Besitz. Ua Huka wurde französische Kolonie.

## Politik und Verwaltung
Heute gehört die Insel politisch zum französischen Überseeland (Pays d’outre-mer – POM) Französisch-Polynesien und ist damit der EU angegliedert. Sie wird von einer Unterabteilung (Subdivision administrative des Îles Marquises) des Hochkommissariats von Französisch-Polynesien (Haut-commissariat de la République en Polynésie française) mit Sitz in Papeete verwaltet. Ua Huka bildet eine eigenständige Gemeinde (Commune de Ua Huka) mit 633 Einwohnern (2012). Die Bevölkerungsdichte beträgt rund 7 Ew./km².
Amtssprache ist Französisch; Währung ist (noch) der an den Euro gebundene CFP-Franc.
Auf Ua Huka gibt es drei Dörfer, die alle an der Südküste liegen: Vaipaee, Hane und Hokatu. Hauptort und Sitz der lokalen Verwaltung ist das Dorf Vaipaee. Vaipaee ist die größte, Hokatu die kleinste der drei Siedlungen. Der gesamte Nordteil der Insel ist unbewohnt.

## Infrastruktur

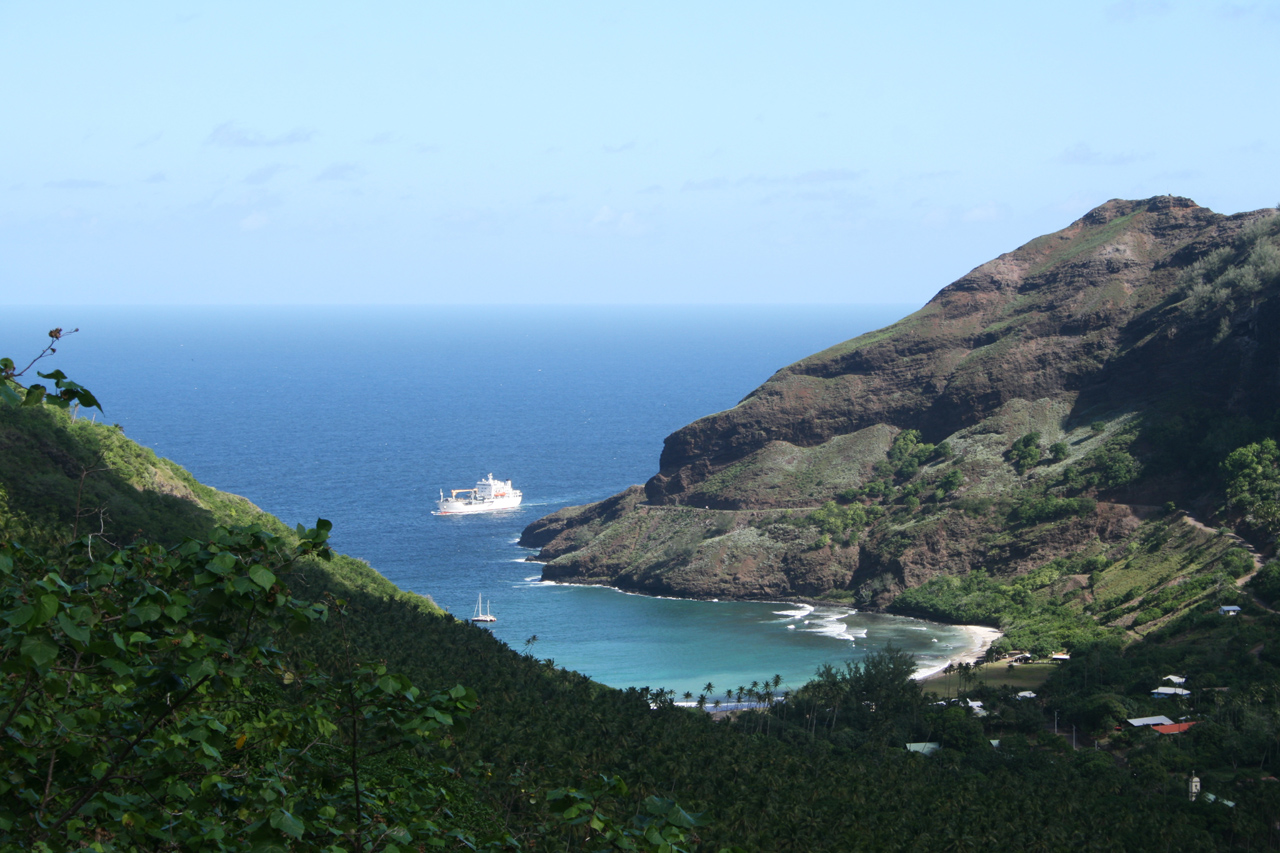
Bucht von Hane mit der Aranui

Ua Huka wird mit einem regelmäßig verkehrenden Fracht- und Passagierschiff von Tahiti aus mit Gütern versorgt, die auf der Insel nicht hergestellt werden. Die Aranui 5 läuft einmal monatlich Ua Huka an. Dies ist auch die beste Möglichkeit für Touristen, die Insel zu erreichen. Das Schiff kann an der kleinen Mole von Vaipaee nicht anlegen, sodass es mit Booten be- und entladen werden muss.
Der 1972 eröffnete Flughafen Ua Huka (IATA: UAH, ICAO: NTMU) besteht nur aus einer 755 m langen asphaltierten Landebahn und liegt zwischen den Dörfern Vaipaee und Hane. Er wird ausschließlich von Air Tahiti mit Kleinflugzeugen über Nuku Hiva angeflogen (Flugzeit ca. 30 min).
Die drei Dörfer und der Flugplatz sind mit einer befestigten Straße verbunden, der übrige Teil der Insel ist unerschlossen, bzw. nur über Wege und Fußpfade erreichbar.
Die touristische Infrastruktur ist bescheiden. Es gibt kein Hotel, aber einige privat betriebene Gästehäuser und Restaurants und kleine Läden mit beschränktem Angebot, die nach Belieben der Besitzer geöffnet sind. Eine Bank gibt es auf der Insel nicht, Kreditkarten werden nicht akzeptiert (Stand 2000).
In Vaipaee, dem Ort mit den meisten Einwohnern, gibt es das Rathaus mit der örtlichen Verwaltung, ein Postamt (mit Satellitentelefon), eine Erste-Hilfe-Station und einen Kindergarten mit Vor- und Grundschule (école maternelle et primaire). Weiterführende Schulen und eine qualifizierte ärztliche Versorgung gibt es nur auf Nuku Hiva und in Papeete.

## Wirtschaft
Die Bewohner sind überwiegend Selbstversorger. Ihre Nahrungsgrundlage ist der Anbau von Taro, Yams und tropischen Früchten aller Art sowie die Nutzung kultivierter, fruchttragender Bäume (Brotfrucht, Kokosnuss). Ein Brei aus zerstampfter und fermentierter Brotfrucht, Popoi genannt, ist auch heute noch Bestandteil fast jeder Mahlzeit. Zur Eiweißversorgung werden Schweine und Hühner gehalten und Fischfang betrieben. Die Insel exportiert ein wenig Kopra, die mit dem regelmäßig verkehrenden Versorgungsschiff nach Tahiti verschifft wird. Neuerdings werden auch Zitrusfrüchte für den Export angebaut.
Ua Huka hat angeblich die besten Holzschnitzer und Steinbildhauer der Marquesas. Ihre Produkte werden an die wenigen Touristen verkauft, die die Insel mit der Aranui besuchen.

## Sehenswürdigkeiten

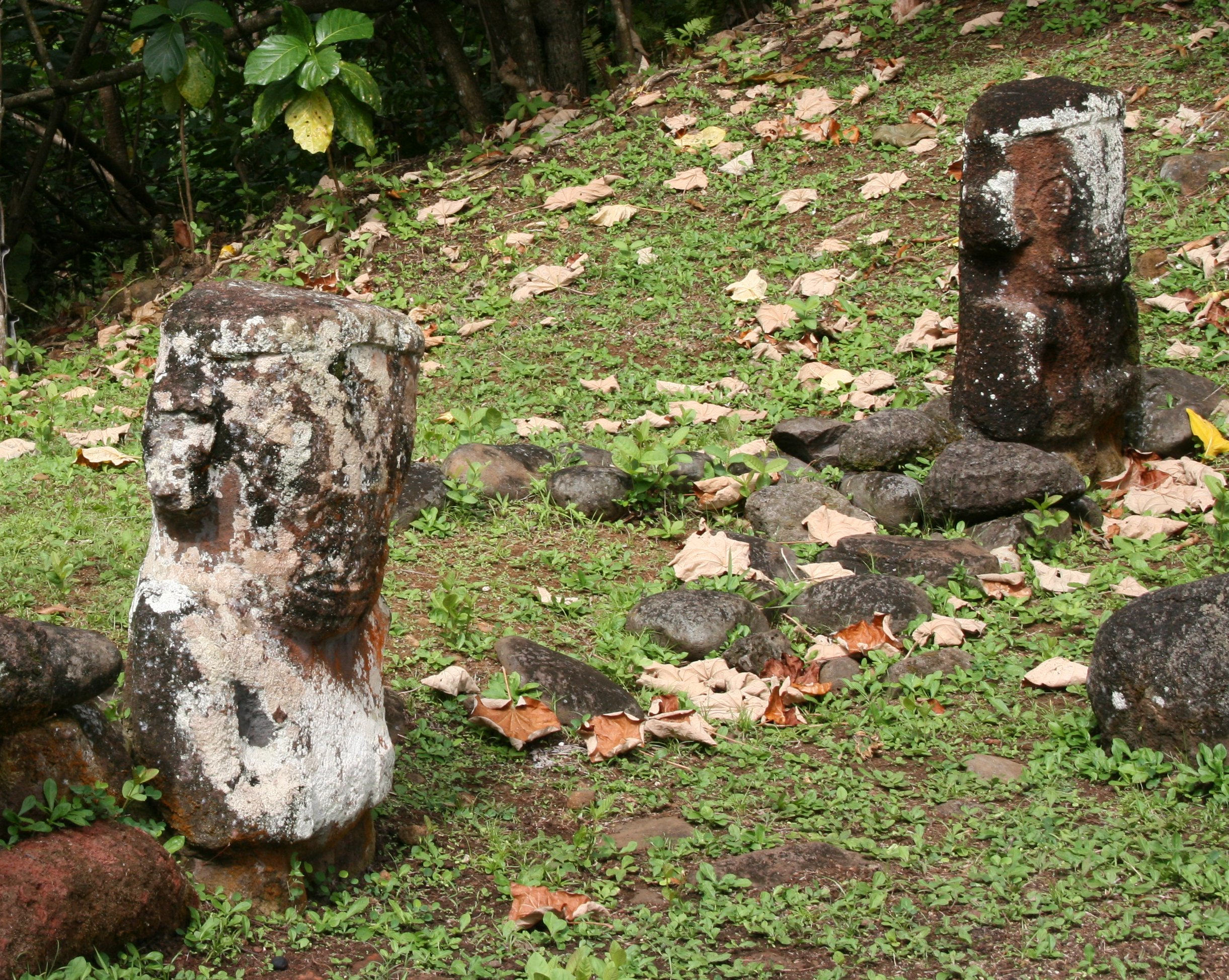
Tikis bei Meiaute

- In Vaipaee ist das Archäologische Museum, das 1989 eingeweiht wurde. Es zeigt Alltagsgegenstände und traditionelle Handarbeiten der Insulaner: Tiki, Holzschnitzereien, Tapa-Rindenbaststoffe, verzierte Popoi-Schüsseln, Armbänder, Ohrringe, Paddel, U'u-Keulen und Steinwerkzeuge der Ureinwohner.
- Die bedeutendste archäologische Stätte der Insel ist Meiaute am Fuße des Mont Hitikau an der Südküste. Es ist ein ausgedehnter, nur teilweise freigelegter Komplex von Steinplattformen mit Paepae (Wohnplattformen) und Mea’e (Zeremonialplattformen) sowie drei bis zu einem Meter hohen Tiki aus rotem Tuffstein.
- Bei Vaikivi, im Vaipaee-Tal und nur zu Fuß zu erreichen, gibt es rund fünfzig eingeritzte Petroglyphen, u. a. sind Gesichter (Masken?), geometrische Figuren und – auf den Marquesas einzigartig – ein Segelkanu abgebildet. Weitere Petroglyphen findet man im oberen, heute unbewohnten Bereich des Hane-Tales, dazu zahlreiche Überreste von Wohn- und Zeremonialplattformen.
- Das Dorf von Hokatu, das kleinste der drei Inseldörfer, ist bekannt für seine exzellenten Holzschnitzer. Außerdem gibt es ein kleines Gemeinde-Museum mit einer interessanten Sammlung von Muscheln und Meeresschnecken sowie historischen Gegenständen, die aus dem Familienbesitz der Dorfbewohner stammen.
- Bei Manihina, zwei Kilometer östlich des Dorfes Vaipaee, gründete 1974 der damalige Bürgermeister Leon Litchlé einen Botanischen Garten, das Arboretum Papuakeikaa ♁, in dem viele der ursprünglich auf der ganzen Insel heimischen Arten konserviert werden. Für den Besucher besonders interessant sind die einzigartigen großblättrigen Marquesas-Palmen (Pelagodoxa henryana) und die Sammlung von mehr als einhundert Arten von Zitrusfrüchten.
- Der schönste weiße Strand der Insel liegt bei Manihina, auch ein guter Platz zum Schnorcheln. Weitere kleine Sandstrände mit schwarz-grauem Sand gibt es in den Buchten von Haavai und Hane.